# Isla Clarence (Antártida)
La isla Clarence se encuentra en el archipiélago de las islas Shetland del Sur, en la Antártida. Junto a la isla Elefante y otras islas e islotes forman el grupo llamado en la cartografía oficial chilena como islas Piloto Pardo.
La isla mide 18 km de largo por unos 7 km de ancho promedio. Es la más oriental de las Shetland del Sur. Su nombre se remonta a por lo menos 1821, siendo en la actualidad utilizado internacionalmente. Ernest Shackleton divisó la isla Clarence en su legendario viaje pero desembarcó en la isla Elefante.
La cumbre de mayor altitud es el monte Irving, de 2300 m s. n. m.; se encuentra 3 km al norte del cabo Bowles, el punto más al sur de la isla. Hay dos islas más pequeñas 1,5 km al este de la isla Clarence, la que se encuentra más al norte es la llamada isla Sugarloaf (la traducción literal es 'isla Pan de Azúcar'), a los 61°11′S 54°00′O / -61.183, -54.000.
Edward Bransfield, acompañado por William Smith en el bergantín mercantil Williams, el 4 de febrero de 1820 tomó posesión formal de la isla Clarence a nombre del rey Jorge III del Reino Unido (que había fallecido 6 días antes). 

## Reclamaciones territoriales
- Argentina: Incluye a las islas en el departamento Antártida Argentina dentro de la provincia de Tierra del Fuego, Antártida e Islas del Atlántico Sur
- Chile: Incluye a las islas en el archipiélago Islas Piloto Pardo,  comuna Antártica de la provincia Antártica Chilena, dentro de la Región de Magallanes y de la Antártica Chilena.
- Reino Unido: Incluye a las islas en el Territorio Antártico Británico.

Las tres reclamaciones están sujetas a las disposiciones del Tratado Antártico.
Nomenclatura de los países reclamantes
- Argentina: isla Clarence
- Chile: isla Clarence
- Reino Unido: Clarence Island